# Arthur M. Hyde

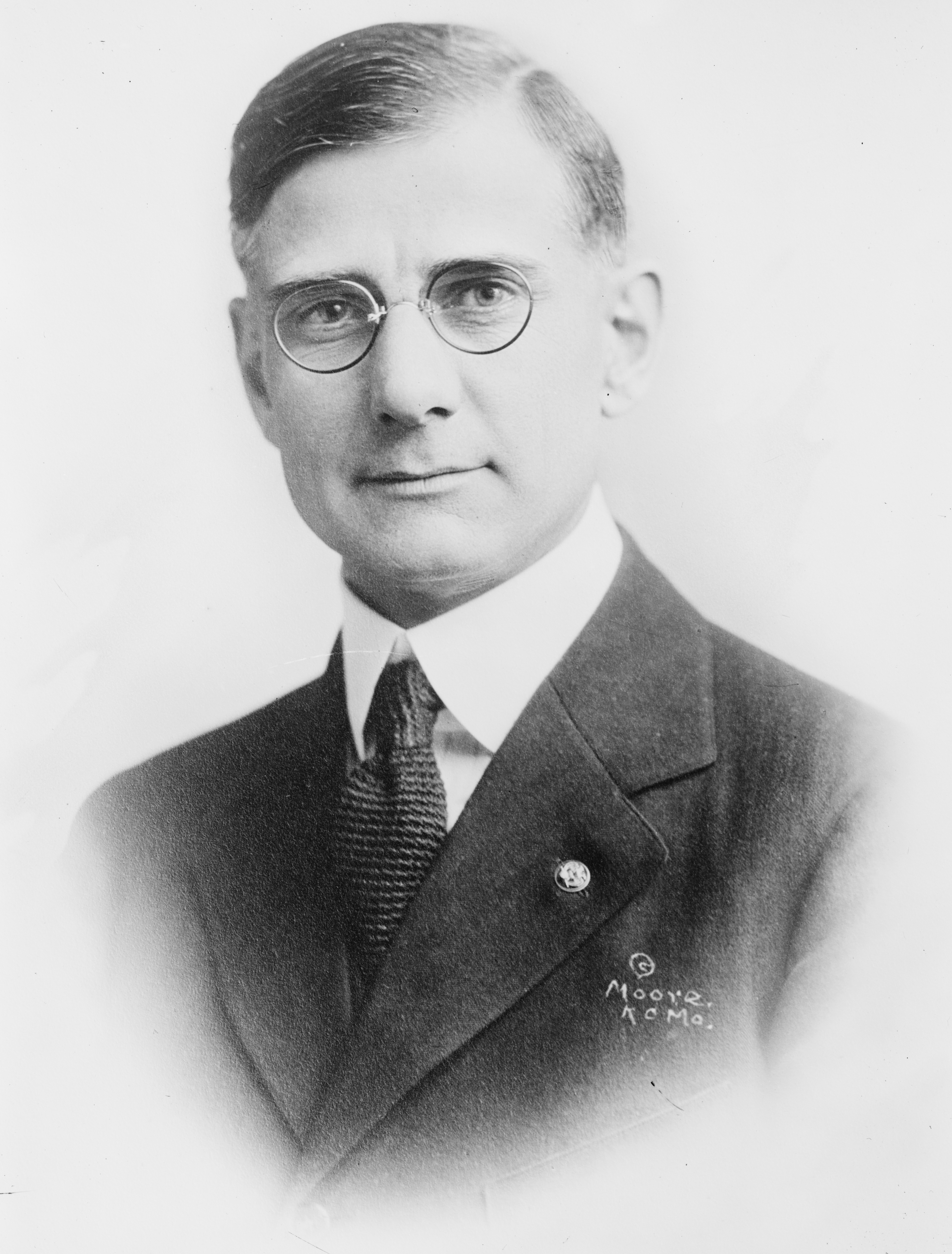
Arthur M. Hyde

Arthur Mastick Hyde (* 12. Juli 1877 in Princeton, Mercer County, Missouri; † 17. Oktober 1947 in New York City) war ein US-amerikanischer Politiker (Republikanische Partei), der dem Kabinett von US-Präsident Herbert C. Hoover als Landwirtschaftsminister angehörte. Zudem war er von 1921 bis 1925 der 35. Gouverneur von Missouri.

## Frühe Jahre
Hyde besuchte die Oberlin Academy in Ohio und dann bis 1899 die University of Michigan. Anschließend studierte er an der University of Iowa Jura. Im Jahr 1900 erhielt er dort sein juristisches Diplom. Danach begann er in Trenton in Missouri als Rechtsanwalt zu praktizieren.

## Politischer Aufstieg und Gouverneur von Missouri
Zwischen 1910 und 1914 war Hyde Bürgermeister der Stadt Princeton. Im November 1920 wurde er zum neuen Gouverneur von Missouri gewählt. Arthur Hyde trat sein Amt am 10. Januar 1921 an. In seiner vierjährigen Amtszeit wurden Frauen für Regierungsämter zugelassen. Das Steuerrecht wurde reformiert und die Schulpolitik verbessert. Die Straßen des Landes wurden weiter ausgebaut und die staatlichen Parks erweitert.

## Weiterer Lebenslauf
Auch nach seiner Gouverneurszeit blieb Hyde politisch aktiv. Zwischen 1929 und 1933 war er US-Landwirtschaftsminister im Kabinett Hoover. Im Jahr 1935 organisierte er eine methodistische Laienkonferenz. Arthur Hyde starb am 17. Oktober 1947 an einer Krebserkrankung. Er war seit 1904 mit Hortense Clara Cullers verheiratet, mit der er eine Tochter hatte, Caroline Cullers Hyde (* 1911).